# Psychotria liberica
Psychotria liberica är en måreväxtart som beskrevs av Frank Nigel Hepper. Psychotria liberica ingår i släktet Psychotria och familjen måreväxter. Inga underarter finns listade i Catalogue of Life.